# Walter Trepte
Walter Trepte (* 21. September 1903 in Naumburg (Saale); † Dezember 1982) war ein deutscher evangelischer Geistlicher.

## Werdegang
Trepte wurde als Sohn des Geistlichen Adolf Trepte geboren. Nach Theologiestudium und Ordination ging er zur Militärseelsorge. Ab 1930 war er Standortpfarrer in Königsberg (Preußen) und ab 1933 Wehrkreispfarrer für den Wehrkreis I (Königsberg). Im Zweiten Weltkrieg diente er als Leitender Militärgeistlicher bei der 3. und der 16. Armee (1939), beim Militärbefehlshaber in Frankreich (1940) und bei der 11. Armee (1941/42).
Nach dem Zweiten Weltkrieg lebte er in Frankfurt am Main. Er war Vorsitzender des Landesverbandes Hessen des Volksbundes Deutsche Kriegsgräberfürsorge (VDK) und wurde im September 1960 zum Präsidenten des Bundesverbandes gewählt. Er blieb bis Oktober 1970 im Amt. In seine Amtszeit fällt die Übernahme der Betreuung der Kriegsgräber des Ersten Weltkrieges und des Deutsch-Französischen Krieges von 1870–1871.

## Ehrungen
- 1968: Großes Verdienstkreuz der Bundesrepublik Deutschland
- 1970: Ehrenpräsident des Volksbundes Deutsche Kriegsgräberfürsorge